# قره بودن
قره بودن (بالتركية القديمة: 𐰴𐰺𐰀:𐰉𐰆𐰑𐰣؛ وتعني: عامة الناس السود) كان اسمًا أُطلق على عامة الناس [الإنجليزية]
 في الخاقانات التركية. مصطلح بودن يعني "الناس". يظهر مصطلح بودن بعد اسم الاتحاد القبلي، ولكنه يظهر أيضًا في تعبير بيجلر بودون الذي يعني "النبلاء وعامة الناس". كان مصطلح "قره" يُستخدم للإشارة إلى الطبقة الاجتماعية الدنيا أو الخاضعة. في القرن الثامن، في نقوش غوكتورك والإيغور، صُنف عامة الناس، الذين لم يحملوا لقب بك، على أنهم قره بودن.

## طالع أيضًا
- رعية